# Jake och Dinos Chapman
Jake och Dinos Chapman är två yrkesverksamma konstnärer från Storbritannien. Jake Chapman är född år 1966 i Cheltenham, Dinos Chapman är född år 1962 i London.

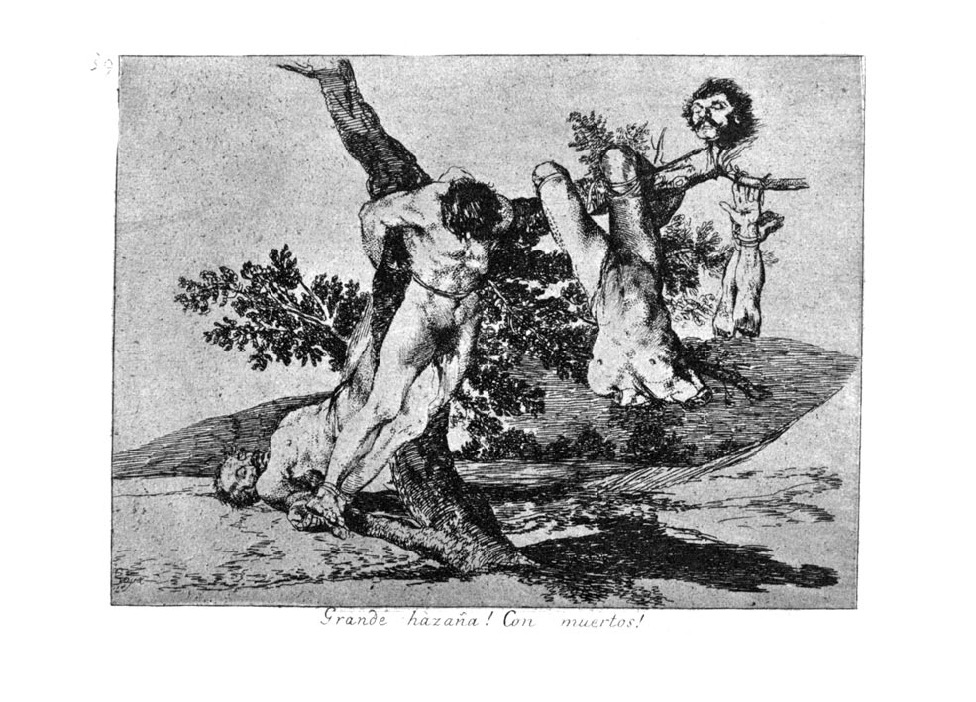
Jake och Dinos Chapman lät sig bland annat inspireras av Goyas skildring av ockupationsmaktens övervåld i sviten Los Disastres de la Guerra (1810-1815).

De inledde sitt samarbete 1992 och skulpterar ofta i plast och glasfiber. Ett tidigt verk består av 83 små tredimensionella skulpturer med inspiration från Goyas etsningssvit Los Disastres de la Guerra (Krigets fasor). En av dess små modeller överfördes senare till naturlig storlek.